# Рождение Млечного Пути
Картина «Рожде́ние Мле́чного Пути́», также известная как «Происхожде́ние Мле́чного Пути́», представляет собой написанную маслом на холсте картину фламандского художника Питера Пауля Рубенса, созданную между 1636 и 1638 годами и изображающую греко-римский миф о происхождении Млечного Пути. На картине изображены Гера (Юнона), проливающая грудное молоко, младенец Геракл (Геркулес) и Зевс (Юпитер) на заднем плане, узнаваемый по его орлу и молниям. Лицо Геры создано по образцу жены Рубенса, Елены Фаурмент. Повозку тянут павлины, которых древние греки и римляне считали священными как для себя, так и для Геры/Юноны, из-за их способности сигнализировать об изменениях погоды криками и, следовательно, их предполагаемой связи с богами. Из-за тёмного фона ночного неба фигуры приобретают большее ощущение объёма.
Картина шириной 244 см и высотой 181 см была частью заказа Филиппа IV Испанского для украшение Торре-де-ла-Парада. Рубенс также рисовал другие греко-римские мифологические сюжеты, такие как Геракл, сражающийся с Немейским львом или Персей, освобождающий Андромеду. Сейчас картина хранится в Музее Прадо в Мадриде (Испания).